# Karlsruhe (1927)
«Карлсруе» (нім. Karlsruhe (Schiff, 1927) — військовий корабель, легкий крейсер типу «К» Крігсмаріне часів Другої світової війни.
«Карлсруе» був закладений 27 липня 1926 року на верфі німецької компанії Deutsche Werke у Кілі. 20 серпня 1927 року він був спущений на воду, а 6 листопада 1929 року увійшов до складу військово-морського флоту Веймарської Німеччини. У довоєнний час використовувався переважно як навчальний корабель німецького флоту з підготовки кадетів ВМС. У 1938—1939 роках пройшов модернізацію на військово-морській верфі Вільгельмсгафена. За планом «Везерюбунг» (вторгнення в Данію та Норвегію) корабель включили до складу групи № 4, метою якої було захоплення портів Крістіансанн та Арендал. 9 квітня 1940 року корабель був атакований британським підводним човном «Труант» у Балтійських протоках і затоплений після отриманих пошкоджень.

## Історія служби
Новий крейсер був замовлений як «крейсер С» і отримав тимчасову назву «Медуза» як заміну старого крейсера «Медуза» часів Першої світової війни. Будівництво «Карлсруе» розпочалося 27 липня 1926 року з закладки його кіля на верфі Deutsche Werke в Кілі. 20 серпня 1927 року легкий крейсер був спущений на воду і 6 листопада 1929 року був уведений до строю Рейхсмаріне. «Карлсруе» завершив ходові випробування в Балтійському морі після вступу до складу флоту, після чого його виділили на роль навчального корабля німецького флоту. У травні 1930 року крейсер вийшов у свій перший закордонний тренувальний похід до Африки та Південної Америки. Після повернення до Німеччини наприкінці року «Карлсруе» модернізували; його фок-щогла була вкорочена, а задня надбудова трохи збільшена. Протягом наступних п'яти років корабель здійснив ще чотири світові круїзи для військово-морських курсантів, подорожуючи аж до Японії.
У 1936 році під час останнього тренувального походу «Карлсруе» сильно постраждав від тропічного шторму в Тихому океані. Конструкційні вади переважно зварного покриття корпусу завдали значних пошкоджень, і у квітні крейсер відправили в Сан-Дієго для ремонту. Там корпус був відремонтований і зміцнений, що трохи збільшило водотоннажність і ширину корпусу. В червні 1936 року корабель повернувся до Німеччини і прибув у сухий док для капітального ремонту. На крейсері було посилене озброєння та встановлені новітні керівники управління вогнем.
Після повернення до строю відновив навчання в акваторії Балтійського моря. У травні 1938 року його зняли з озброєння для проведення серйозної модернізації. 88-мм корабельні гармати були замінені на більш потужні 105-мм. Роботи тривали до листопада 1939 року.
4 січня «Карлсруе» і мінний загороджував 23 були відправлені на перехоплення шведського пароплава Konung Oscar, який перевозив польських біженців з Риги до Швеції. «Карлсруе» спіймав шведське судно, оголосив його нагородою і відправив його разом з 41 поляком на борт до Мемеля. До початку операції «Везерюбунг» він не був готовий до бойових дій, тому використовувався як військовий транспорт для атаки на Крістіансанн. До складу штурмових сил також входили тендер швидкісних катерів, чотири великі міноносці та кілька швидкісних торпедних катерів.
8 квітня 1940 року вранці сили вторгнення, до яких входив крейсер, вийшли з Бремергафена. Коли корабельне угруповання наблизилося до Крістіансанна, сильний туман охопив місцевість, що зробило прохід фіордом за межі гавані дуже небезпечним. В результаті німецьким кораблям довелося чекати до ранку 9 квітня, щоб почати атаку. Коли «Карлсруе» увійшов у фіорд, він потрапив під сильний вогонь норвезьких берегових гармат у фортеці Оддеройя. Крейсер прийняв бій, почавши вести вогонь зі своїх корабельних гармат; артилерійська дуель тривала близько двох годин, перш ніж густий туман знову накрив порт, змусивши обидві сторони припинити вогонь. Через годину норвежці капітулювали, а німецькі кораблі висадили свої війська.
Ввечері 9 квітня «Карлсруе» покинув Крістіансанн з трьома міноносцями в супроводі. Британський підводний човен«Труант», що очікував ворожі кораблі на вході до фіорду, випустив ряд торпед. «Карлсруе» ухилився, але одна торпеда вдарила його у правий борт у середину корабля. Унаслідок вибуху утворилася велика дірка у корпусі, в яку поринули тонни води. В результаті зазнаних серйозних пошкоджень командир корабля капітан-цур-зее Фрідріх Рів вирішив, що немає надії врятувати «Карлсруе», і віддав наказ покинути корабель через дві години після атаки. Міноносець «Грейф» зняв його екіпаж і випустив ще дві торпеди в «Карлсруе», щоб добити пошкоджений крейсер.
Рів та його начальник штабу були піддані жорсткій критиці під час розслідування матеріалів затоплення за те, що вони не вжили всіх можливих кроків для порятунку «Карлсруе». У звіті робився висновок, що, оскільки корабель все ще залишався на плаву через дві години, а для його затоплення було потрібно дві додаткові торпеди, імовірно було можливим відбуксувати пошкоджений крейсер назад у Крістіансанн або інший порт.